# Balanod
Balanod ist eine französische Gemeinde im Département Jura in der Region Bourgogne-Franche-Comté. Sie gehört zum Arrondissement Lons-le-Saunier und zum Kanton Saint-Amour. Die Bewohner nennen sich Balanodins. 

## Geographie
Die Gemeinde liegt nahe beim Naturschutzgebiet Revermont.
Die Nachbargemeinden sind Joudes (Département Saône-et-Loire) im Norden, Montagna-le-Reconduit im Osten, Les Trois-Châteaux mit L’Aubépin im Südosten, Saint-Amour im Süden und Condal (Département Saône-et-Loire) im Westen.

## Bevölkerungsentwicklung
| Jahr                       | 1962 | 1968 | 1975 | 1982 | 1990 | 1999 | 2008 | 2017 |
| -------------------------- | ---- | ---- | ---- | ---- | ---- | ---- | ---- | ---- |
| Einwohner                  | 392  | 327  | 327  | 297  | 319  | 293  | 312  | 349  |
| Quellen: Cassini und INSEE |      |      |      |      |      |      |      |      |

|  |  |